# Софине
Со́фине (Кацапщина) — село в Україні, у Хорольській міській громаді Лубенського району Полтавської області. Населення становить 184 особи. До 2020 орган місцевого самоврядування — Андріївська сільська рада.

## Географія
Село Софине знаходиться на відстані 1,5 км від сіл В'язівок та Дубове. По селу протікає пересихаючий струмок з загатою.

## Історія
Засноване наприкінці 18 століття. У 90-х рр. 18 століття землями Софиного володів поміщик статський радник Олександр Федорович Башилов, батько відомої в Росії людини Олександра Олександровича Башилова. У 1799—1801 рр. в Софиному проживало 105 осіб чоловічої статі, які сплачували податки. (Описи Лівобережної України, Київ 1997 р.) У 1926 році Софине центр однойменної сільської Ради. У ньому 137 господарств і проживало 723 жителі. Станом на 1.01.2000 року у селі було 116 житлових будинки і проживало 218 чоловік.
Софинська навчальна столярно-колісна майстерня Хорольського повітового земства. Відкрита у січні 1897 року на кошти вдови штабс-капітана Фросини Устимович. Учні вивчали ремесла: с столярно-токарне і колісне. За 1897—1915 роки закінчило 56 учнів. Ремесло викладав Яків Безпалько (з 1902 року). Вироби майстерні експонували на виставках: 1902 р. у Санки Петербурзі, 1909 р. у Полтаві (похвальний відгук).
12 червня 2020 року, відповідно до розпорядження Кабінету Міністрів України № 721-р «Про визначення адміністративних центрів та затвердження територій територіальних громад Полтавської області», село увійшло до складу Хорольської міської громади..
19 липня 2020 року, в результаті адміністративно - територіальної реформи та ліквідації Хорольського району, село увійшло до складу новоутвореного Лубенського району.

## Населення
Згідно з переписом УРСР 1989 року чисельність наявного населення села становила 476 осіб, з яких 197 чоловіків та 279 жінок.
За переписом населення України 2001 року в селі мешкали 183 особи.

### Мова
Розподіл населення за рідною мовою за даними перепису 2001 року:
| Мова       | Відсоток |
| ---------- | -------- |
| українська | 99,46 %  |
| російська  | 0,54 %   |

## Відомі люди
У с. Софине народилися:
- Калина Ольга Іванівна — українська бандуристка і співачка (мецо-сопрано), учасниця тріо бандуристок «Вербена». Народна артистка України.
- Шевельов Павло Федорович — Герой Радянського Союзу.
- Шульгин Олександр Якович — секретар іноземних справ УНР.